# Mancomunitat del Carraixet
La Mancomunitat del Carraixet és una mancomunitat de municipis de la comarca de l'Horta Nord que pren el seu nom del Barranc del Carraixet que rega els termes dels quatre pobles que formen l'entitat. Aglomera 21.777 habitants, en una extensió d'11,90 km². Actualment (2021), la mancomunitat és presidida per Marisa Almodóvar Torres, alcaldessa d'Alfara del Patriarca del PSPV-PSOE, des de l'any 2021.
Les competències de la Mancomunitat del Carraixet són:
- Agència d'Ocupació i Desenvolupament Local
- Cultura
- Serveis Socials
- Turisme
- Esports
- Igualtat
- Medi Ambient
- Joventut

Els pobles que formen l'entitat són:
- Alfara del Patriarca
- Almàssera
- Bonrepòs i Mirambell
- Foios
- Vinalesa